# براندون هالسي
براندون هالسي (بالإنجليزية: Brandon Halsey) هو فنان قتال مختلط أمريكي، ولد في 16 سبتمبر 1986 في سان دييغو في الولايات المتحدة.

## وصلات خارجية
- براندون هالسي على موقع بيلاتور (الإنجليزية)
- براندون هالسي على موقع شيردوغ (الإنجليزية)